# Абдалла Могамед Каміл
Абдалла Могамед Каміл (нар. 1936) — джибутійський політик, глава уряду країни 1978 року.